# Kárminsapkás pipra
A kárminsapkás pipra (Ceratopipra mentalis) a madarak osztályának verébalakúak (Passeriformes) rendjébe és a piprafélék (Pipridae) családjába tartozó faj.

## Rendszerezése
A fajt Philip Lutley Sclater angol ornitológus írta le 1857-ben, a Pipra nembe Pipra mentalis néven. Egyes szervezetek, még jelenleg is ide sorolják.

## Alfajai
- Ceratopipra mentalis mentalis – (P. L. Sclater, 1857)
- Ceratopipra mentalis ignifera – (Bangs, 1901)
- Ceratopipra mentalis minor – (Hartert, 1898)[2]

## Előfordulása
Mexikó, Costa Rica, Honduras Nicaragua, Panama, Belize, Kolumbia, Ecuador, Guatemala, és Kolumbia területén honos. A természetes élőhelye szubtrópusi és trópusi síkvidéki  esőerdők.

## Megjelenése
Testhossza 10 centiméter, testtömege 12,5–18,5 gramm. A hím teste mindenhol fekete kivéve a fejét, ahol élénk rózsaszín színű, fehér szemgyűrűt visel, lábain a tollak barnássárgák. A tojó tollazata barnássárga.

## Életmódja
Gyümölcsökkel és rovarokkal táplálkozik.

## Szaporodása
Udvarlási tánca nagyon egyedi.

## Külső hivatkozás
- Képek az interneten a fajról
- Internet Bird Collection - videók a fajról